# Fritz Schaudinn
Fritz Richard Schaudinn (Röseningken, 19 settembre 1871 – Amburgo, 22 giugno 1906) è stato un biologo tedesco.
Dopo aver studiato filologia tedesca all'Università di Berlino poi si volse alle scienze naturali, specialmente zoologia, specializzandosi in microbiologia.
Nel 1904 fu capo del laboratorio di microbiologia dell'Ufficio imperiale di sanità pubblica a Berlino.
Nel 1905 scoprì, in collaborazione con il dermatologo Erich Hoffmann, la Spirochaeta pallida (o Treponema pallidum), agente eziologico della sifilide.